# Bloque Independiente Bancada Guatemala
El Bloque Independiente Bancada Guatemala (BG) fue un partido político de Guatemala que antes se encontraba en el hemiciclo del Congreso de la República de Guatemala. Su número de diputados en el Organismo Legislativo es de 13, lo cual significa el 9.13% de las Elecciones Generales de 2007 en Guatemala. El Jefe de Bancada de la BG fue el diputado Luis Alberto Contreras Colindres y el Subjefe de Bancada fue el diputado Julio Recinos Castañeda.

## Historia
Este bloque fue creado por diputados disdentes de la Gran Alianza Nacional quedando este con 24 escaños.